# 線紋副單棘魨
線紋副單棘魨，又稱線紋副單角魨，為輻鰭魚綱魨形目鱗魨亞目單棘魨科的其中一種，為溫帶海水魚，分布於西印度洋的紅海、占吉巴及塞席爾群島海域，棲息深度0-78公尺，體長可達8.5公分，棲息在底層水域，生活習性不明。

## 扩展阅读
維基物種上的相關：線紋副單棘魨